# Зан, Тимоти
Тимоти Зан (англ. Timothy Zahn; р. 1 сентября 1951, Чикаго) — американский писатель в жанре классической научной фантастики.

## Биография
Тимоти Зан вырос в западном пригороде Ломбарда. Он посещал Университет штата Мичиган в Ист-Лансинге, Мичиган, получил степень бакалавра по физике (1973), затем перешёл в Иллинойсский университет в Урбане-Шампейне для выпускной работы. Там молодой человек получил степень магистра (1975), опять-таки, по физике и продолжил работу, в этот раз над докторской диссертацией. Также в 1975 году у него появилось новое хобби: писать научную фантастику. Поначалу Тимоти посвящал своему увлечению лишь свободное время, но по прошествии следующих трёх лет он мало-помалу стал отдавать этому всё больше времени, пока не продал своё первое произведение в декабре 1978 года («Эрни», «Аналог», 1979, сентябрь).
Всё ещё работая над возможной карьерой в области физики, он всё чаще думал взять академический отпуск после получения докторской степени, провести «великий эксперимент», чтобы увидеть, насколько писательская деятельность может увлечь его.
Этот год наступил раньше, чем молодой человек предполагал. В июле 1979 его научный руководитель внезапно скончался от сердечного приступа. По иронии судьбы в этот же день Зан получил извещение, что его второе произведение куплено «Аналогом».
Три года работы над диссертацией были полностью уничтожены. Тогда в течение семестра писатель стал работать над новой темой, пытаясь подогреть в себе энтузиазм к работе. Но к этому времени писать книги для Тимоти Зана стало куда интереснее, чем физика, и в январе 1980 года он покинул университет и начал «великий эксперимент».
Со своей женой Анной, работающей всё время, чтобы поддержать семью, Зан написал 18 произведений в тот первый год, принёсших ему более $2000. Так как он изначально установил себе цель в $1000, то решил объявить «эксперимент» успешно завершённым. С того момента это больше не было вопросом, сможет ли Зан, в конечном счете, зарабатывать себе на жизнь писательством, как было во время «эксперимента».
С тех пор Зан получил премию «Хьюго» за рассказ «Cascade point» и был номинирован ещё дважды. Писатель лучше всего известен миру своими пятью книгами из серии «Звёздные Войны»: «Наследник Империи», «Возрождение тьмы», «Последний приказ», «Призрак прошлого», «Образ будущего».
Также Зан известен по не так давно вышедшим книгам «Ангелмасса», «Дар Юпитера», «Дракон и вор» (первая из шести частей подростково-юношеского научно-фантастического сериала). Сейчас Тимоти Зан живёт с семьёй на побережье штатa Орегон.

### Черный спецназ
- Чёрный спецназ («The Blackcollar», 1983)
- Миссия «Эгида» (Чёрная молния) («The Backlash Mission», 1986)
- Решение Иуды («The Judas Solution», 2006)

### Кобра
- Кобра («Cobra», 1985)
- Удар Кобры («Cobra Strike», 1986)
- Сделка Кобры («Cobra Bargain», 1988)

### Завоеватели
- Гордость завоевателя («Conquerors' Pride», 1994)
- Наследие завоевателя («Conquerors' Heritage», 1995)
- Выбор завоевателя («Conquerors' Legacy», 1996)

### Драконники
- Дракон и вор («Dragon and Thief», 2003)
- Дракон и солдат («Dragon and Soldier», 2004)
- Дракон и раб («Dragon and Slave», 2005)
- Дракон и пастух («Dragon And Herdsman», 2006)
- Дракон и судья («Dragon And Judge», 2007)
- Дракон и освободитель («Dragon And Liberator», 2008)

### Звёздные войны

#### Трилогия Трауна
- Наследник Империи («Heir to the Empire», 1991)
- Тёмное воинство («Dark Force Rising», 1992) — в переводе издательства «Азбука» — Возрождение Тьмы
- Последний Приказ («The Last Command», 1993)

#### Рука Трауна
- Призрак прошлого («Specter of the Past», 1997)
- Облик будущего («Vision of the Future», 1998) — в переводе издательства Эксмо — Образ Будущего

#### Новые романы
- Странствия уцелевшего («Survivor’s Quest», 2004)
- Сделка идиота («Fool’s Bargain», 2004, повесть)
- Сверхдальний перелёт («Outbound Flight», 2006)
- Дело чести («Allegiance», 2007)
- Игра вслепую («Choices of One», 2011)
- Негодяи («Scoundrels», 2013)
- Траун («Thrawn», 2017)
- Траун: Союзники («Thrawn: Alliances», 2018)
- Траун: Измена («Thrawn: Treason», 2019)
- Траун: Доминация — Грядущий хаос («Thrawn Ascendancy: Chaos Rising», 2020)
- Траун: Доминация — Общее благо («Thrawn Ascendancy: Greater Good», 2021)
- Траун: Доминация — Меньшее зло («Thrawn Ascendancy: Lesser Evil», 2021)

### Романы
- Жарптица («The Firebird» (1979)
- Планета по имени Тигрис («A Coming of Age», 1984)
- Шелкопряд («Spinneret», 1985)
- Магические миры («Triplet», 1987)
- Пульт мертвеца («Deadman Switch», 1988)
- Звёздные всадники («Warhorse», 1990)
- Охота на Икара («The Icarus Hunt», 1999)
- Ангелмасса («Angelmass», 2001)
- Дар Юпитера («Manta’s Gift», 2002)
- Зелёные и Серые («The Green and the Gray», 2004)
- Ночной поезд на Ригель («Night Train to Rigel», 2005)
- Третья рысь («The Third Lynx», 2007)
- «Soulminder», 2014

### Короткие рассказы
- The Dreamsender (1980)
- Dark Thoughts at Noon (1982)
- Пешечный гамбит («Pawn’s Gambit», 1982) Hugo (nominee)
- When Jonny Comes Marching Home (1982)
- Cascade Point (1983) Hugo
- The Final Report on the Lifeline Experiment (1983)
- Return to the Fold (1984) Hugo (nominee)
- Teamwork (1984)
- Music Hath Charms (1985)
- Шелкопряд («Spinneret» (part 1 of 4), 1985)
- Шелкопряд («Spinneret» (part 2 of 4), 1985)
- Шелкопряд («Spinneret» (part 3 of 4), 1985)
- Hammertong: The Tale of the «Tonnika Sisters» (1995)
- Ловкость рук: История Мары Джейд («Sleight of Hand: The Tale of Mara Jade», 1995)
- Interlide At Darkknell (part 1 of 4) (1999)
- Interlide At Darkknell (part 4 of 4) (1999)
- Пасьянс Джейд («Jade Solitaire», 1999)
- The Domino Pattern (2009)

## Награды
- Hugo Best Novellette номинант (1983): Пешечный гамбит Pawn’s Gambit
- Hugo Best Novella лауреат (1984): Cascade Point
- Hugo Best Novellette номинант (1985): Return to the Fold